# Novaki (Sveta Nedelja)
Novaki su naseljeno mjesto u Republici Hrvatskoj u Zagrebačkoj županiji.

## Zemljopis
Administrativno su u sastavu grada Svete Nedelje. Naselje se proteže na površini od 2,64 km². 

## Stanovništvo
Prema popisu stanovništva iz 2011. godine Novaki broje 2091 stanovnika, a 473 kućanstava prema popisu iz 2001. Gustoća naseljenosti iznosi 792,04 st./km².
| broj stanovnika | 156   | 176   | 185   | 254   | 248   | 351   | 353   | 455   | 537   | 532   | 557   | 590   | 1062  | 1434  | 1748  | 2091  | 2001  |
|                 | 1857. | 1869. | 1880. | 1890. | 1900. | 1910. | 1921. | 1931. | 1948. | 1953. | 1961. | 1971. | 1981. | 1991. | 2001. | 2011. | 2021. |

## Šport
Malonogometni turnir 'Novaki'  održava se od 1980.